# Thordisa verrucosa
Thordisa verrucosa (Crosse in Angas, 1864) è un mollusco nudibranchio della famiglia Discodorididae.